# Сан-Джованні-Ротондо
Сан-Джованні-Ротондо (італ. San Giovanni Rotondo) — муніципалітет в Італії, у регіоні Апулія,  провінція Фоджа.
Сан-Джованні-Ротондо розташований на відстані близько 270 км на схід від Рима, 115 км на північний захід від Барі, 30 км на північний схід від Фоджі.
Населення — 27 202 особи (2014).
Щорічний фестиваль відбувається 24 червня. Покровитель — святий Іван Хреститель.

## Демографія
Населення за роками:

Станом на 1 січня 2023 року в муніципалітеті офіційно проживало 1077 іноземців з 58 країн, серед них 532 громадяни країн Євросоюзу та 50 громадян України.

## Сусідні муніципалітети
- Каньяно-Варано
- Фоджа
- Манфредонія
- Монте-Сант'Анджело
- Сан-Марко-ін-Ламіс